# Respira Bolivia
Respira Bolivia es un festival de música, moda, arte y cultura que se lleva a cabo anualmente en Bolivia. Inició en 2021 con su primera edición realizada en Cochabamba y, a partir de 2022, rotó entre diferentes ciudades como Santa Cruz  y La Paz.
Este evento tiene como objetivo unificar esfuerzos para potenciar la Marca Bolivia, resaltando y preservando la herencia ancestral tanto de oriente como de occidente. El nombre del festival, nació con el propósito de superar los desafíos de la COVID-19 y crear 'arte con conciencia.
Respaldado por los principios de la economía naranja, Respira Bolivia busca fortalecer la industria cultural boliviana a nivel nacional e internacional mediante la colaboración entre empresas, ONGs, artistas y celebridades, promoviendo la sostenibilidad ambiental, económica y social.
El festival se estructura en tres componentes: la Alfombra Respira, una pasarela verde inspirada en los premios de la Academia; el Concierto Respira, que reúne a artistas de diversos géneros en un escenario dividido en dos ambientes durante dos horas; y el Respira Electrónico, con más de dos horas dedicadas a impulsar el género electrónico en el país.

## Historia

### Volumen 1 (2021)
El 5 de septiembre de 2021, nació la primera versión del festival en el Gran Hotel Cochabamba, como parte de la organización del proyecto Billboard Bolivia y como antesala a la premiación de dicho proyecto. Este evento fue promovido por la actriz boliviana Carla Ortiz, quien asumió el liderazgo de la marca para garantizar el éxito de su propósito, marcando así el inicio de esta iniciativa cultural.El evento inaugural tuvo como enfoque concientizar sobre la problemática ambiental del país, logrando la obtención de más de 100 mil plantines destinados a la reforestación de los bosques en Cochabamba, La Paz, Santa Cruz, Tarija y El Alto, marcando así el inicio de esta iniciativa cultural.
La primera edición del festival contó con la participación de destacados artistas como Fabio Zambrana, Octavia, Chila Jatun, María Juana, Matamba, Bonny Lovy, Chris Syler, Andrés Barba, Corona, Gary Suárez, Electroshock, Adeli, Krapula, Luciel, Fran Alis, Jacob, Midnight Dreamers y Odas. El evento fue presentado por Carla Ortiz, Ronico Cuellar y el presentador Gabriel Nogales, quienes destacaron como anfitriones del concierto.  

### Volumen 2 (2022)
En su segunda edición, el 3 de septiembre de 2022, el festival optó por trasladarse a Santa Cruz y seleccionó Urubó Arena como su sede, tomando esta decisión en sintonía con la temática del festival y considerando la naturaleza amigable de dicho espacio.Como parte de la iniciativa cultural, previo al concierto, se llevó a cabo la Alfombra Respira, donde celebridades exhibieron vestimentas que fusionaron la cosmovisión andina y amazónica, destacando diseñadores y respaldando a artesanos con enfoque en la sostenibilidad. Ronico Cuellar y Carla Ortiz lideraron el evento, que congregó a más de 30 destacados artistas, entre los que se incluyen Bonny Lovy, Matamba, Chila Jatun, María Juana y Guísela Santa Cruz.  

### Volumen 3 (2023)
La tercera edición, titulada Respira Vol. 3, se celebró el sábado 16 de septiembre en Santa Cruz de la Sierra, teniendo como escenario el Círculo de Oficiales del Ejército (COE). En esta ocasión, la temática del evento estuvo inspirada en el Carnaval y se extendió por 8 horas, con la participación de destacados artistas y celebridades bolivianas que han alcanzado el éxito a nivel internacional.El evento comenzó con la tradicional "Alfombra verde" seguida de un desfile de moda que presentó creaciones de más de 70 diseñadores bolivianos, destacando la temática del "Carnaval de oriente y occidente". Posteriormente, más de 30 artistas nacionales se unieron para amenizar la noche, la cual fue transmitida por Red Uno.

### Volumen 4 (2024)
El Volumen 4 se realizó el 7 de septiembre de 2024 en La Paz, congregando a más de 5.000 asistentes en la Cancha Litoral de Mallasa. Bajo la conducción de Carla Ortiz, Gabriel Nogales y Andrés Rojas, el evento promovió la “Cultura Cholet y Divinidades de la Cosmovisión Andina” como temática central. Durante la jornada, se apoyó públicamente la iniciativa “Amazon For Life” de plantar un millón de árboles, como respuesta a los incendios forestales que afectan al país. 

## Artistas invitados
| Año  | Recinto                           | Artistas invitados |
| ---- | --------------------------------- | --- |
| 2021 | Gran Hotel Cochabamba             | Bonny Lovy, Matamba, María Juana, Octavia, Chila Jatun, Fabio Zambrana, Adely, Corona, Andrés Barba, Jacob, Odas, Gary Suárez, Electroshock, Midnight Dreamers, Krápula, Luciel Izumi y Villca |
| 2022 | Urubó Arena                       | Matamba, Chila Jatun, Bonny Lovy, María Juana, Deszaire, Guísela Santa Cruz, Vanessa Añez, Andrés Barba, Animal de Ciudad, Los Bolitas, Camila Soruco, Duende Music, Los Cambitas, Tola Claudio, Luciel Izumi, Adely, Javvi Elias, Royé Campero, Mister T, Ocasional Talento, Alwa, Kevin Morato, Gaby Ferreyra, Elías Ayaviri y Yarit |
| 2023 | Círculo de Oficiales del Ejército | Bonny Lovy, Matamba, Dany Deglein, Piraí Vaca, María Juana, Jhon y Demian, Rodrigo Rojas, Chris Syler, Gísela Santa Cruz, Los Bolitas, Andrés Barba, Ezequiel Bazán, Javvi Elias, Verónica Perez, Ronaldo VPR, Ocasional Talento, Luciel Izumi, Danny Paz, Kevin Morato, Mayra Gonzales, Adry Vargas, Elías Ayaviri, Alwa, Royé Campero, Cami Pavisic, Viudita Moderna, Dj Morpei, Dj Ajayu, Dj Reek, Damsterdam, Pablo Asturizaga, Agrupación Mistika y Grecia Gon           |
| 2024 | Cancha Litoral                    | Matilde Cazasola, Wara, Llajtaymanta, El Papirri, Maria Juana, Rodri Rojas, Veneno, Chris Syler, Alcoholika, Deszaire, Marco Maciel, Los Bolitas, Mayra Gonzáles, Danny Deglein, Ezequiel Baza, Alwa, Gardenia, Jhon y Demian, Luciel Izumi, Los Prana, Viudita Moderna, Adry Vargas, Elias Ayaviri, Claudio Armando, Saymon Ruiz, Mistika, Euphoria, Zulma Arce Yugar, Grecia Gon, Yarit, Druko, Uno70, Fetiche, Grisol, Rudy BA, Animal Print, Dj Ajayu, Dj Reek y Dj Cross |

## Controversias
El festival recibió críticas en redes sociales por realizarse en un contexto de incendios forestales y contaminación en el oriente del país, lo que generó cuestionamientos sobre la coherencia ambiental de sus organizadores y participantes. Se denunció un supuesto “greenwashing”, señalando el uso de fuegos artificiales y la comercialización asociada al evento. 
Asimismo, figuras públicas como Mario Loayza y Héctor Uriarte manifestaron su desacuerdo con la realización del festival bajo esas circunstancias (Urgente: Influencers, Alfombra Verde e Incendios).